# Parament

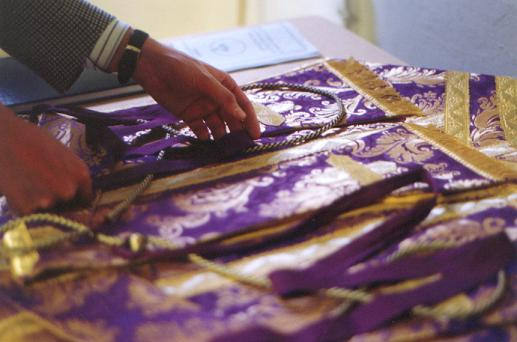
Een koster legt in de sacristie de paramenten voor de liturgie klaar.

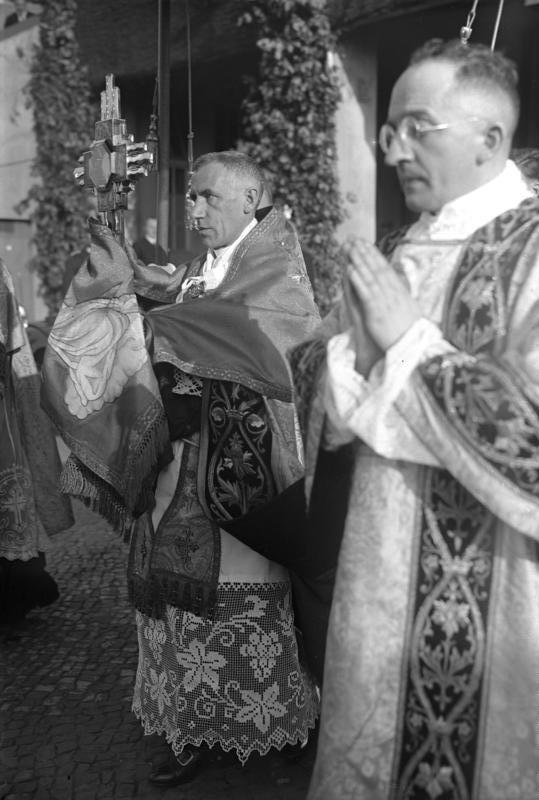
De dracht gebeurt volgens strikte voorschriften

Paramenten (van het Latijn parare = klaarmaken) zijn in de Katholieke Kerk alle liturgische voorwerpen die van textiel zijn vervaardigd. In de Oosters-Orthodoxe Kerk en in  bepaalde protestantse kerkgenootschappen worden eveneens diverse paramenten gebruikt. Het habijt van monniken, en ook hun kovel horen niet bij de paramenten.
In het Oosters christendom hebben deze stukken vaak een eigen Griekse benaming. Ook komen daar paramenten voor, die niet in de Latijnse Kerk gebruikt worden.
In het protestantisme gebruiken vooral veel anglicanen paramenten. Deze Kerk van Engeland heeft ook na de breuk met Rome in de 16e eeuw vele uiterlijke kenmerken van de katholieke eredienst behouden, terwijl de geloofsleer zelf wel drastisch veranderde in de richting van de Reformatie. In sommige anglicaanse kerken (High Church) gebruikt men (opnieuw) alle oude liturgische paramenten. In andere parochies en kerken van de anglicaanse kerk (Low Church) gebruikt men vrijwel geen paramenten meer, of hoogstens nog de superplie met een eenvoudige stola.
Ook in bepaalde Lutherse kerkgenootschappen heeft men de liturgische paramenten behouden. Maarten Luther zelf vierde altijd het protestantse Heilig Avondmaal gekleed in albe, kazuifel en stola. Vooral in Scandinavië hebben de lutheranen deze drie paramenten voor hun liturgie behouden. In Duitsland en elders verdwenen zij vaak om plaats te maken voor de calvinistisch geïnspireerde zwarte toga, met het befje. Tegenwoordig keren zowel conservatieve lutheranen als anglicanen terug naar traditionelere kleding en paramenten voor de liturgie.
Hieronder volgt een opsomming van de paramenten.
- Gewaden
  - albe
  - Amict
  - Cingel
  - Dalmatiek (voor de diaken)
  - Fanon (voor de Paus)
  - Kazuifel
  - Lof- of benedictievelum
  - Manipel
  - Pallium
  - Rationale
  - Stola
  - Superplie
  - Tuniek

- Hoofddeksels
  - Bonnet
  - Camauro
  - Mijter
  - Pileolus
  - Galero

- Kelkgerei
  - Bursa
  - Corporale
  - Kelkvelum
  - Purificatorium of kelkdoekje
  - Palla

- Overige
  - Altaardwaal
  - Antependium
  - Baarkleed of pelder
  - Ciborievelum
  - Tabernakelvelum
  - Gremiale

- Koorkledij
  - Cappa magna
  - Rochet
  - Mozetta
  - Koorkap (Pluviale)